# トルノフスカ・ヴァス
トルノフスカ・ヴァス(Trnovska vas)は、スロベニアの市である。